# Pristimantis brevifrons
Pristimantis brevifrons es una especie de anfibio anuro de la familia Craugastoridae.

## Distribución
Esta especie es endémica de Colombia. Habita en los departamentos de Cauca, Antioquia, Quindío, Risaralda y Valle del Cauca:
- entre los 2 060 y 2 610 m sobre el nivel del mar en el lado occidental de la Cordillera Occidental;
- entre los 1500 y 2600 m de altitud en la vertiente occidental de la Cordillera Central.[4]

## Descripción
Los machos miden de 15.1 a 19.7 mm y las hembras de 21.2 a 25.0 mm.

## Publicación original
- Lynch, 1981 : Two new species of Eleutherodactylus from western Colombia (Amphibia: Anura: Leptodactylidae). Occasional Papers of the Museum of Zoology University of Michigan, n.º 697, p. 1-12[5]